# あなたが出会った昭和の名曲
『あなたが出会った昭和の名曲』（あなたがであったしょうわのめいきょく）は、2017年4月6日から、BS11で、毎週木曜日の18:59 - 20:59（JST）に放送されている、演歌・歌謡曲がメインの生放送音楽・歌番組である。2019年3月28日を以て終了。

## 概要
生放送で一流の歌手が、視聴者やスタジオの観覧者など「あなた」の思い出の名曲を熱唱。視聴者の皆様が聴きたい曲にこだわり、リクエストで楽曲を選曲。「昭和の音楽を楽しめる」「誰もが聴きたい名曲がフルコーラスで楽しめる」さらに「今人気の演歌歌手による新譜まで楽しめる」ことを趣向としている。
通常の1時間枠の他、随時2時間スペシャルに拡大される場合が多々ある。2017年4月6日の初回放送は18:59-20:59の枠で放送された。
10月の改編でそれまで20時からの放送が、18時59分からの2時間枠へと変更された。

## 出演者
- 島崎和歌子：MC[1]
- 赤平大：MC
- おかゆ：おかゆの日本列島流し担当

また、以前は月替わりで男性演歌歌手が男性パートナー（サブMC）を担当していた。

## コーナー
- スター名曲図鑑

毎週大御所といえる歌手1人をテーマに、街頭インタビューやファンへの質問でどの歌が好きかを聞き、その歌手とゲスト歌手数人がコラボして歌うコーナー。
- おかゆの日本列島流し

流しとして活動しているおかゆが毎週ある場所にいってそこにいる人から歌ってもらいたい歌を尋ねて歌うコーナー。基本は生中継であるが、録画の場合もあり。
- 名曲リクエスト

ゲスト出演者のリクエストに応えて、3曲ほどさまざまな曲をゲスト歌手が歌う。
- お便りリクエスト

視聴者からのリクエストに応える1曲。
- 特集××の名曲

ある主題に合った名曲を3曲ほどゲスト歌手が歌うコーナー。
- 名曲数珠つなぎ

前週のゲスト歌手からのリクエストで、当日のゲスト歌手が歌う1曲。
- 話題の新曲

ゲスト歌手のオリジナル新曲の歌唱。
- ×月の歌謡祭

毎月最終週に、当月出演した歌手のオリジナル新曲を中心に録画で放送。